# Mexcala sp
Mexcala sp är en spindelart som beskrevs av Wesolowska 2009. Mexcala sp ingår i släktet Mexcala och familjen hoppspindlar. Inga underarter finns listade i Catalogue of Life.